# Fjällblommossa
Fjällblommossa (Schistidium venetum) är en bladmossart som beskrevs av H. Blom 1996. Fjällblommossa ingår i släktet blommossor, och familjen Grimmiaceae. Enligt den finländska rödlistan är arten sårbar i Finland. Arten är reproducerande i Sverige. Artens livsmiljö är fjällklippor, block- och stenmarker. Inga underarter finns listade i Catalogue of Life.